# Lasse Nielsen (fotbollsspelare född 1987)
Lasse Nielsen, född 3 mars 1987, är en dansk fotbollsspelare som spelar för Næstved Boldklub

## Karriär
Den 23 januari 2018 värvades Nielsen av Trelleborgs FF, där han skrev på ett treårskontrakt. Den 30 januari 2019 skrev Nielsen på för danska Lyngby BK.
I augusti 2020 skrev Lasse Nielsen på för Næstved Boldklub